# Стемфорд (Велика Британія)
Стемфорд (англ. Stamford) — місто й цивільна парафія в Південному Кестевенському окрузі графства Лінкольншир, Англія. Населення у 2020 році становило 20 816 осіб. У місті є кам'яниці 17-го й 18-го століть, старіші дерев'яні будівлі та п'ять середньовічних парафіяльних церков. У 2013 році за результатами опитування газети The Sunday Times воно було визнане найкращим місцем для проживання у Великій Британії. На його честь було названо інше м. Стемфорд — у США, в штаті Коннектикут, засноване в 1641 році.

## Історія
Топонім «Стемфорд» уперше засвідчено в Англосаксонській хроніці, де він з’являється як «Steanford» у 922 році та «Stanford» у 942 році. Він фігурує як «Stanford» у Книзі Страшного суду 1086 року. Назва означає «кам’яний брід».
Місто виросло як данське поселення в найнижчій точці, де можна було перетнути річку Велленд бродом або мостом. Спочатку це був центр гончарного виробництва, але в Середньовіччі він здобув славу завдяки виробництву вовняної тканини, відомої як стемфордське сукно, що «за правління Генріха III [...] було добре відоме у Венеції».
Стемфорд був містом, обнесеним мурами, але від них збереглася лише невелика частина. Серед його відомих будівель – середньовічна лікарня Бравна, кілька церков та будівлі Стемфордської школи, державної школи, заснованої в 1532 році.
Із часів Середньовіччя в Стемфорді щороку проводиться ярмарок. Його згадує Шекспір («Генріх IV», частина 2, дія 3, ява 2). Влаштовують його в середині Великого посту, нині це найбільший вуличний ярмарок у Лінкольнширі й один із найбільших у країні. 7 березня 1190 року хрестоносці на ярмарку вчинили погром, убивши багато стемфордських євреїв.
Понад 600 років Стемфорд був місцем проведення Стемфордського забігу биків (щороку 13 листопада, в день Святого Брайса, до 1839-го). Місцева традиція стверджує, що це почалося, відколи Вільям де Варенн, п’ятий граф Суррей, побачив двох биків, які б’ються на лузі під його замком. Деякі м’ясники прийшли розняти тварин, і один бик забіг у місто. Граф сів на коня й поїхав за биком; йому так сподобався цей вид розваги, що він віддав галявину, де почалася бійка, стемфордським м’ясникам за умови, що вони й надалі надаватимуть бика для перегонів у місті щороку 13 листопада.
Під час Другої світової війни територія навколо Стемфорда містила кілька військових об’єктів, включно з аеродромною радіостанцією, повітрянодесантними таборами й табором для військовополонених. У межах міста, в місцевості Рок-Гауз, діяв штаб польської 1-ї окремої парашутної бригади на чолі з генералом Станіславом Сосабовським. Там у 2004 році відкрито меморіальну дошку.
Стемфордський музей займав вікторіанську будівлю на Брод-стрит від 1980 до червня 2011 року, коли його бюджет було урізано на користь округу Лінкольншир. Деякі музейні предмети перенесли до експозиції «Відкрийте для себе Стемфорд» у міській бібліотеці та в ратуші Стемфорда.

## Географія
Лежить за 160 км на північ від Лондона та за 60 км на південь від Лінкольна, на кордоні Лінкольнширу з Ратлендом та Кембриджширом. За 10 км на захід від Стемфорда – Ратленд-Вотер, одне з найбільших водосховищ Англії. Стемфорд розкинувся на березі річки Велленд, що утворює південно-західний виступ Лінкольнширу між Ратлендом на півночі та заході, Пітерборо на півдні та Нортгемптонширом на південному заході. Річка Велленд слугує кордоном між двома історичними графствами: Лінкольнширом на півночі та Соке-оф-Пітерборо в Нортгемптонширі на півдні.

## Адміністрація
Стемфорд належить до парламентського виборчого округу Грантем і Стемфорд. До 1974 року останній був муніципальним районом, влада якого засідала в міській ратуші Стемфорда. Від квітня 1974 року підпорядковується округу Лінкольншир та районній раді Південного Кестевену.

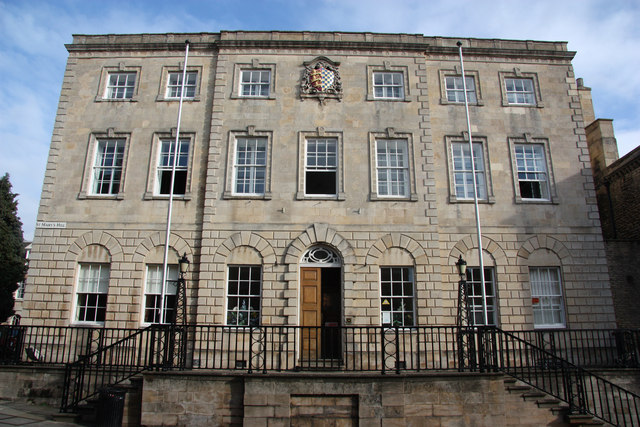
Ратуша Стемфорда

## Транспорт

### Автошляхи
Головна вулиця міста Ермін-стрит, яка пролягає з півночі на південь, є частиною Великої Північної дороги, що веде від Лондона до Йорка та Единбурга. Місто давало собі раду з інтенсивним рухом транспорту за допомогою своїх вузьких вуличок до 1960 року. Згодом на захід від нього проклали об’їзний шлях.

### Залізниця
Місто обслуговує залізнична станція «Стемфорд» (раніше – «Стемфорд-Тавн», щоб відрізняти її від нині закритого вокзалу «Стемфорд-Іст» на Вотер-стрит. Станція має пряме сполучення з Лестером, Бірмінгемом та аеропортом «Станстед» (через Кембридж ) на лінії Бірмінгем – Пітерборо.

### Автобуси
Міський автовокзал займає частину старого замку на горі Святого Петра. Основні маршрути пролягають до Пітерборо через Гелпстон або Вансфорд і до Окгема, Грантема, Аппінгема та Борна. Рідшим є сполучення з Пітерборо іншими маршрутами.

### Водні шляхи
Маршрути комерційного судноплавства проходили каналом від Маркет-Діпінга до складів на Ворф-Роуд до 1850-х років. Надалі це стало неможливо через мілководдя річки над Кровлендом.

## Економіка
Важливе місце в економіці Стемфорда займають туристичні, юридичні та бухгалтерські фірми. Істотну роль відіграють підприємства сфери охорони здоров’я, освіти та інших державних послуг, серед яких лікарня, школи й коледж. У місті є кілька готелів, ресторанів та кафе.

## Освіта
Стамфорд має п’ять державних початкових шкіл:
- Солдатська школа,

- школа Святого Авґустина,

- школа Святого Георгія,

- школа Святого Ґілберта,

- школа Малкольма Сарджента,

- незалежна стамфордська початкова школа (для спільного навчання дітей віком від 2 до 11 років).

Крім початкових, у місті є одна державна середня школа – Стемфордська Вельська академія (Stamford Welland Academy, раніше Stamford Queen Eleanor School), утворена наприкінці 1980-х років із двох міських загальноосвітніх шкіл: Фейн та Ексетер. Школа набула статусу академії у 2011 році.

## Фестивалі та події
- Кінні змагання в Берглі, що проводяться щороку на початку вересня

- Стемфордський блюзовий фестиваль

- Стемфордський міжнародний музичний фестиваль, що відбувається навесні

- Стемфордський річковий фестиваль, востаннє проводився у 2010 році

- Стемфордський ярмарок Середнього посту

- Стемфордський грузинський фестиваль, що проходить у вересні

- Стемфордський фестиваль різноманітності, що відбувся у 2021 році
- Стемфордський фестиваль вуличного мистецтва, що відбувся у 2022 році

## Підтримка України
13 березня 2022 року в Стемфорді, на майдані Червоного Лева, в межах першого фестивалю вуличного мистецтва під назвою Korpfest була створена робота художника Пола Кніна на підтримку України через широкомасштабний напад росії 24 лютого 2022 року. Художник погодився передати свою роботу на благодійний аукціон, гроші з якого передадуть на потреби українських біженців.